# Деванагари
Деванагари (хинд. देवनागरी) јесте абугида писмо које се, заједно са другим писмима, користи за писање неколико индијских језика, између осталог, санскрита, хиндија, маратхија, синди, бихарија, билија, марварија, конканија, бојпурија, али и језике који се говоре у Непалу, као што су непалски, тару, баса, а понекад и кашмирски и ромски. Пише се слева надесно. Писмо је слоговног типа, са одговарајућим знацима за сваки слог. Користи се од VIII века п. н. е.
Деванагарско писмо, састављено од 47 примарних знакова, укључујући 14 самогласника и 33 сугласника, четврти је најраспрострањенији систем писања у свету, који се користи за преко 120 језика.
Правопис овог писма одражава изговор језика. За разлику од латиничног писма, ово писмо нема концепт великих слова. Оно се пише слева надесно, има јаку склоност ка симетричним заобљеним облицима унутар квадратних обриса и препознатљиво је по хоризонталној линији, познатој као широрека, која се протеже дуж врха пуних слова. У летимичном погледу, деванагаријско писмо изгледа другачије од других индијских писама, попут бенгалско-асамског, одијског или гурмучког, али помније испитивање открива да су врло слични, изузев углова и структуралног истицања.